# ベビイ・ドール

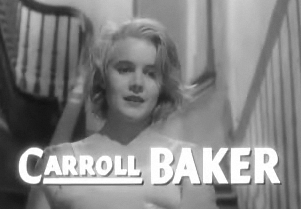
キャロル・ベイカー

『ベビイ・ドール』（Baby Doll）は、1956年製作のアメリカ映画である。日本での題名は『ベビイドール』。第29回アカデミー賞では主演女優賞・助演女優賞など4部門にノミネートされた。第14回ゴールデングローブ賞では監督賞にノミネートされ同賞を受賞した。

## 概要
エリア・カザン監督が『欲望という名の電車』に続いて再びテネシー・ウィリアムズの作品『27 Wagons Full of Cotton』を映画化、ウィリアムズも脚本に参加した。ミシシッピ州を舞台に、当時タブーに近かった「幼妻ベビイドール」をめぐる愛欲を描いた問題作。
主演のキャロル・ベイカーは当時既に25歳であったが、童顔だったこともあり、10代の妻を見事に演じきっている。また、イーライ・ウォラックの映画デビュー作でもある。
日本では2006年5月12日にテネシー・ウィリアムズ フィルム・コレクション DVD-BOX内の1つとしてDVDが発売予定と告知されていたが、実際は本作の収録はなかった。以降長らくソフト化された事はなかったが、2017年12月11日に株式会社ディスク・ロードの復刻シネマライブラリーからDVDが発売された。

## 内容
南部の片田舎のあるボロ屋に40がらみのアーチイと妻のベビイドールが住んでいた。彼女は数日後に満20歳の誕生日を迎え、この日を境に今までの名ばかりの夫婦から、アーチイの本当の妻になる約束だった。シルバ・バケロらが始めた新しい紡績機械のため、彼の顧客が荒らされてしまった。アーチイは花嫁を置き去りに悩みを紛らせようとカフェに行くが、カフェは空っぽ。常連はバケロの工場のパーティの大盤振舞に出かけて行ったのである。そのうちバケロの倉庫から火が出、焼け落ちてしまった。やがて倉庫の火事は放火だとの噂がひろがった。ベビイドールは夫が怪しいと思った。一方バケロは、種抜機の倉庫が焼けたので棉の仕上げをアーチイに法外な値段で頼みにきた。アーチイは操業にかかろうとしたが、彼の留守中、色男のバケロはベビイドールを誘惑して陥落させ、ベビイドールは火事騒ぎの最中、夫が自宅にいなかったことを白状した。帰宅したアーチイは様子が変なので怒り出したが、バケロに証拠を握ったと言われてしまう。アーチイは猟銃を持ち出した。ベビイドールとバケロは隠れたが片っ端から銃弾を浴びせた。しかし保安官が駆けつけ、彼は放火容疑者として連行されて行った。

## スタッフ
- 監督・脚本：エリア・カザン
- 原作・脚本：テネシー・ウィリアムズ
- 撮影：ボリス・カウフマン
- 音楽：ケニヨン・ホプキンス

## キャスト
- キャロル・ベイカー：ベビイ・ドール
- カール・マルデン：アーチー
- イーライ・ウォラック：シルヴァ
- ロニー・チャップマン：ロック
- ミルドレッド・ダンノック：ローズ
- リップ・トーン：歯科医